# Корона де Тусон (Аризона)
Корона де Тусон (енгл. Corona de Tucson) насељено је место без административног статуса у америчкој савезној држави Аризона.

## Демографија
По попису из 2010. године број становника је 5.675, што је 4.862 (598,0%) становника више него 2000. године.
| Група             | 2000.       | 2010.         |
| Белци             | 738 (90,8%) | 4.133 (72,8%) |
| Афроамериканци    | 2 (0,2%)    | 208 (3,7%)    |
| Азијати           | 3 (0,4%)    | 127 (2,2%)    |
| Хиспаноамериканци | 55 (6,8%)   | 1.065 (18,8%) |
| Укупно            | 813         | 5.675         |